# Première maison d'Orléans
 (septembre 2024).
Cet article concerne une des maisons capétiennes d’Orléans. Pour les autres branches, voir maison d’Orléans.
La première maison capétienne d’Orléans désigne l’une des branches cadettes de la maison royale de France issue de la maison de Valois. Le fondateur de la maison est Philippe de France (1336-1375), fils cadet du roi Philippe VI de France.

## Une maison crééeex nihilo

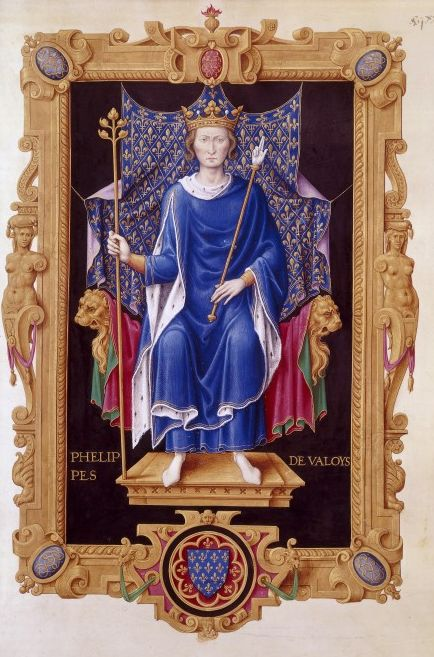
Le roi Philippe VI, Recueil des rois de France, vers 1550.

Arrivé sur le trône de France en 1328, celui qui se faisait appeler jusqu’alors « Philippe de Valois » devint le roi Philippe VI de France (1293-1350), avec le dessein de fonder une véritable dynastie avec une postérité abondante dans des temps où la plupart des enfants mouraient en bas âge. C’est du premier lit de Philippe, partagé avec la désormais reine Jeanne de Bourgogne (c.1293-1349), que Philippe de France naît le 1er juillet 1336 à Vincennes, peu avant le début de la guerre de Cent Ans.
Une fois roi, Philippe VI offrit des apanages à ses possibles héritiers mâles. L’aîné, Jean de France (1319-1364) — futur Jean II — obtint le duché de Normandie (1332) quand le cinquième de ses fils (second survivant puisque trois sont décédés en bas âge avant sa naissance), Philippe reçut en apanage le duché d’Orléans, dès sa naissance.
Bien que la dynastie capétienne soit sur le trône depuis 987, l’apanage d’Orléans est pour la première fois créé pour un héritier potentiel de la Couronne par un roi de France. Dans l’histoire de France et des princes capétiens, neuf autres créations apanagistes sont comptées, la dernière datant de 1661. Ainsi, la création apanagiste suppose une descendance ; d’où l’utilisation de l’expression rationnelle de « première maison [capétienne] d’Orléans » qui suppose l’absence de maisons antérieures. Par ailleurs, l’on dénombre seulement quatre maisons d’Orléans pour dix créations : deux issues des Valois et deux autres des Bourbons, dont l’actuelle maison dont les aînés sont prétendants au trône de France.
En plus du duché d’Orléans, érigé en duché-pairie dès sa naissance, Philippe de France reçoit lors de son mariage en 1344 le Valois et la Touraine dont il devient respectivement comte et duc.

## Mariage et descendance de Philippe de France

### Blanche de France
Le 8 janvier 1345, Philippe de France épouse sa cousine Blanche de France (1328-1393) alors qu’ils ont respectivement huit et quinze ans. Fille posthume du roi Charles IV de France (1294-1328), prince capétien direct, et de sa troisième épouse Jeanne d’Évreux (1310-1371), Blanche n’offre pas d’héritiers à Philippe par voie légitime.

### Les «bâtards d’Orléans»
Malgré l’absence d’héritiers légitimes, les historiens ont recensé deux enfants bâtards : 
- N. (? – c.1380), dit le « bâtard d’Orléans ».

Il est élevé à Bourges auprès de Jean de France (1340-1416), duc de Berry.
- Louis d’Orléans (? – 1397).

Il a été évêque de Poitiers (1391-1394) et de Beauvais (1395-1397).